# Joaquim José Pais da Silva Sarmento
Joaquim José Pais da Silva Sarmento (Manaus, 7 de outubro de 1845 — , 10 de março de 1914) foi servidor público e político brasileiro.
Foi inspetor do ensino, tenente-coronel da Guarda Nacional, chefe da Fazenda Pública do governo da Província do Amazonas, segundo vice-presidente e presidente interino da Província do Amazonas (1884), senador da República do Brasil (1890-1903), superintendente municipal substituto de Manaus (1911-1913) e prefeito interino de Manaus (1911).
Foi presidente da província do Amazonas de 12 de julho a 11 de outubro de 1884.